# Liste österreichischer Journalisten

## A
- Roland Adrowitzer
- Angelika Ahrens (* 1972)
- Florian Aigner
- Madeleine Amberger
- Hellmut Andics
- Anne Aschenbrenner
- Gertrude Aubauer
- Bettina Auer
- Marlene Auer

## B
- Gerd Bacher
- Hadschi Bankhofer
- Ronald Barazon
- Antonia Barboric
- Josef Barth
- Werner Bartl
- Barbara Battisti
- Gernot Bauer
- Karin Bauer
- Birgit Baumann
- Julia Baumgartner
- Julia Beirer
- Kati Bellowitsch
- Zita Bereuter
- Nadja Bernhard
- Conny Bischofberger
- Bianca Blei
- Christina Böck
- Verena Bogner
- Emil Bobi
- Helmut Brandstätter
- Lisa Breit
- Irene Brickner
- Nina Brnada
- Ingrid Brodnig
- Oscar Bronner
- Josef Broukal
- Robert Buchacher
- Regina Bruckner
- Hans Bürger
- Jasmin Bürger
- Sabine Bürger

## C
- Gustav Adolf Canaval
- Thomas Chorherr
- Barbara Coudenhove-Kalergi

## D
- Daniela Dahlke
- Alfons Dalma
- Isabelle Daniel
- Christina Dany
- Andreas Danzer
- Peter Daser
- Hans Dichand
- Fritz Dittlbacher
- Zoran Dobric
- Veronika Dolna
- Reinhold Dottolo
- Gerald Drißner
- Milan Dubrović
- Barbara Duftschmid
- Andrea Mari Dusl
- Klaus Dutzler

## E
- Astrid Ebenführer
- Ulla Ebner
- Teresa Eder
- Marie-Theres Egyed
- Bert Ehgartner
- Johannes Eidlitz
- Maggie Entenfellner
- Marie-Theres Ehrendorff
- Melisa Erkurt
- Ricardo Estarriol

## F
- Florian Jansky
- Kurt Falk
- Hubert Feichtlbauer (1932–2017)
- Else Feldmann (1884–1942)
- Anton Fellner (1927–1997)
- Niki Fellner
- Uschi Fellner
- Wolfgang Fellner
- Birgit Fenderl
- Karin Fenz
- Bettina Figl
- Edi Finger sen. (1924–1989)
- Anna Giulia Fink
- Johannes Fischer
- Juliane Fischer
- Rainer Fleckl
- Michael Fleischhacker
- Alexandra Föderl-Schmid
- Euke Frank
- Bruno Frei
- Eric Frey (* 1963)
- Gerald Freihofner
- Ina Freudenschuß
- Eugen Freund
- Heinrich Friedjung
- Peter Fritz
- Friedrich Funder

## G
- Sven Gächter (1962–2022)
- Lisa Gadenstätter
- Vanessa Gaigg
- Helmut A. Gansterer
- Claus Gatterer
- Karl-Markus Gauß
- Stefan Gehrer (* 1967)
- Wolfgang Geier (* 1966)
- Ernst Gelegs
- Klaudia Gigler
- Daniel Glattauer
- Tina Goebel
- Anna Goldenberg
- Antonia Gössinger
- Reinhard Göweil
- Renate Graber
- Gerald Groß
- Jelena Gučanin
- Ani Gülgün-Mayr

## H
- Barbara Haas
- Lara Hagen
- Angelika Hager
- Nadja Hahn
- Martin Haidinger
- Sibylle Hamann
- Elfriede Hammerl
- Teresa Hammerl
- Walter Hämmerle (* 1971)
- Brigitte Handlos
- Gudrun Harrer
- Iris Haschek
- Sara Hassan
- Hans V. Haumer
- Beate Hausbichler
- Karin Hautzenberger
- Rainer Hazivar
- Hans Georg Heinke
- Hanna Herbst
- Fritz Herrmann
- Julia Herrnböck
- Theodor Herzl
- Gerlinde Hinterleitner
- Robert Hochner
- Sebastian Hofer
- Susanne Höfferl
- Georg Hoffmann-Ostenhof
- Veronika Höflehner
- Christa Hofmann
- Manuela Honsig-Erlenburg
- Nina Horaczek
- Daniel Hrncir
- Peter Huemer
- Herbert Hufnagl
- Frido Hütter

## I
- Christine Imlinger
- Wolf In der Maur
- Münire Inam
- Kristina Inhof

## J
- Gabriele Jahn
- Stefan Janny
- Michael Jeannée
- Gerhard Jelinek
- Kurt Jeschko
- Reinhard Jesionek
- Mirjam Jessa
- Magdalena Jöchler
- Saskia Jungnikl
- Michael Jungwirth

## K
- Günter Kaindlstorfer
- Verena Kainrath
- Stefan Kaltenbrunner
- Michaela Kampl
- Stefan Kappacher
- Barbara Kaufmann
- Martin Kellner
- Gerhard Kettler
- Nour Khelifi
- Solmaz Khorsand
- Otto Klambauer
- Florian Klenk
- Reinhold Klika
- Doris Knecht
- Kuno Knöbl
- Samo Kobenter
- Lisa Kogelnik
- Andreas Koller
- Eva Komarek
- Gaby Konrad
- Margaretha Kopeinig
- Franz Kössler
- Bernt Koschuh
- Christoph Kotanko
- Martin Kotynek (* um 1983)
- Ulla Kramar-Schmid
- Katharina Kramer
- Karl Kraus
- Gerhard Krause
- Cornelia Krebs
- Angelika Kreiner
- Franz Kreuzer (1929–2015)
- Oona Kroisleitner
- Gregor Kucera
- Kurt Kuch (1972–2015)
- Gabriele Kuhn

## L
- Miram Labus
- Herbert Lackner
- Heidi Lackner
- Otmar Lahodynsky
- Mari Lang
- Kurt Langbein
- Waltraud Langer
- Herbert Langsner
- Nora Laufer
- Andrea Lehky
- Günter Lehofer
- Isabella Leitenmüller-Wallnöfer
- Karin Leitner
- Tarek Leitner
- Paul Lendvai
- Barbara Liebminger-Karl
- Barbara-Karl Liebminger
- Peter Michael Lingens
- Eva Linsinger
- Verena Loibold
- Lou Lorenz-Dittlbacher
- Raimund Löw
- Tatjana Lukaáš
- Rosa Lyon

## M
- Noura Maan
- Martina Mader
- Hans Mahr
- Tanja Malle
- Christoph Mandl
- Josef Manola
- Golli Marboe
- Tiba Marchetti
- Georg Markus
- Gerhard Marschall
- Horst Friedrich Mayer
- Lisa Mayr
- Edith Meinhart
- Magdalena Miedl
- Corinna Milborn
- Dennis Miskić
- Robert Misik
- Rudolf Mitlöhner
- Katharina Mittelstaedt
- Esther Mitterstieler
- Ernst Molden
- Fritz Molden
- Andreas Mölzer
- Michael Moravec
- Emina Mujagic
- Werner Mück

## N
- Hans Nägele
- Rudolf Nagiller
- Günther Nenning
- Sandra Nigischer
- Michael Nikbakhsh
- Rainer Nikowitz
- Richard Nimmerrichter
- Lisa Nimmervoll
- Andreas Novak
- Rainer Nowak

## O
- Elmar Oberhauser
- Kerstin Oberlechner
- Elisabeth Oberndorfer
- Gerhard Oberschlick
- Claudia Odebrecht
- Bernd Orfer
- Friedrich Orter
- Franz Ortner
- Julia Ortner
- Oliver Ortner
- Vincenz Ludwig Ostry
- Duygu Özkan

## P
- Liselotte Palme (1949–2014)
- Jelena Pantić-Panić
- Hubert Patterer (* 1962)
- Peter Pelinka (* 1951)
- Manfred Perterer (* 1960)
- Andreas Pfeifer
- Bettina Pfluger (* 1975)
- Petra Pichler
- Oliver Pink (* 1973)
- Doris Piringer (1949–2016)
- Teddy Podgorski (1935–2024)
- Karin Pollack
- Hugo Portisch (1927–2021)
- Manfred Posch (1943–2016)
- Uschi Pöttler-Fellner (* 1962)
- Tobias Pötzelsberger (* 1983)
- Bettina Prendergast (* 1975)
- Hans Pretterebner (1944–2024)
- Cornelia Primosch (* 1979)
- Willy Puchner (* 1952)

## R
- Julya Rabinowich
- Peter Rabl
- Antonia Rados
- Christian Rainer
- Heide Rampetzreiter
- Petra Ramsauer
- Hans Rauscher
- Christine Reiler
- Claudia Reiterer
- Peter Resetarits
- Barbara Rett
- Andrea Rexer
- Claudia Richter
- Birgit Riegler
- Alexandra Riegler
- Rudolf H. Riener
- Karin Riss
- Anneliese Rohrer
- Anneliese Rohrer
- Daniela Rom
- Jakob Rosner
- Eva Rossmann
- Joseph Roth
- Stefanie Ruep
- Claudia Ruff
- Vera Russwurm

## S
- Martina Salomon
- Sylvia Saringer
- Nadja Sarwat
- Benedikt Sauer
- Anna Sawerthal
- Mario Scalet
- Hans-Henning Scharsach
- Markus Schauta
- Gabriele Scherndl
- Manfred Scheuch
- Julia Schilly
- Roman Schliesser
- Ulla Schmid
- Colette M. Schmidt
- Katharina Schmidt
- Susanne Schnabl-Wunderlich
- Peter Schneeberger
- Zoe Schneeweiss
- Susanne Scholl
- Alwin Schönberger (* 1968)
- Nicole Schöndorfer
- Maximilian Schreier
- Matthias Schrom (* 1973)
- Otto Schulmeister
- Paul Schulmeister
- Christian Schüller (* 1958)
- Kathrin Schuster
- Rosemarie Schwaiger
- Martin Schwarz
- Robert Sedlaczek
- Ben Segenreich
- Hanno Settele
- Nana Siebert
- Raffaela Singer
- Wilhelm Sinkovicz
- Christian Skalnik
- Kurt Skalnik (1925–1997)
- Daniela Soykan
- Danielle Spera
- Gerfried Sperl
- Elizabeth T. Spira
- Daniel Spitzer (1835–1893)
- Gudrun Springer
- Clarissa Stadler
- Olivera Stajić
- Alfred Stamm
- Tina Stani
- Alexandra Stanić
- Leopold Stefan
- Norbert Steidl
- Ursula Stenzel
- Maria Sterkl
- Klaus Stimeder
- Barbara Stöckl
- Robert Stoppacher
- Simone Stribl
- Petra Stuiber
- Sandra Szabo

## T
- Klaus Taschwer
- Christiane Teschl
- Anna Thalhammer
- Maria Theiner-Haimel
- Gerhard Thoma
- Helmut Thoma
- Robert Thoma
- Martin Thür
- Armin Thurnher
- Ingrid Thurnher
- Maximilian H. Tonsern
- Barbara Tóth
- Reinhard Tramontana
- Günther Traxler
- Robert Treichler
- Franziska Tschinderle
- Fred Turnheim
- Eva Twaroch

## U
- Christian Ultsch
- Luise Ungerböck
- Andreas Unterberger

## V
- Christoph Varga (* 1969)
- Elsa Vass
- Helene Voglreiter
- Martin Voill
- Kurt Vorhofer
- Cornelia Vospernik
- Josef Votzi
- Oliver Vujović

## W
- Alexandra Wachter
- Gabi Waldner
- Anna Wallner
- Helmut Walter
- Christiane Wassertheurer
- Klaus Webhofer
- Christian Wehrschütz
- Sandra Weiss
- Eva Weissenberger
- Nina Weißensteiner
- Klaus Werner-Lobo
- Norbert Werner
- Arthur West
- Yvonne Widler
- Aloysius Widmann
- Robert Wiesner
- Barbara Wimmer
- Ernst Wimmer
- Rosa Winkler-Hermaden
- Jörg Winter
- Max Winter
- Armin Wolf
- Brigitte Wolf
- Franz Ferdinand Wolf
- Adelheid Wölfl
- Hans Wolker
- Alfred Worm

## Y
- Paul Yvon

## Z
- Hans F. Zangerl
- Erwin Zankel
- Sahel Zarinfard
- Robert Zechner
- Gerhard Zeiler
- Eva Zelechowski
- Alina Zellhofer
- Claudia Zettel
- Peter Zezula
- Elke Ziegler
- Robert Ziegler
- Anita Zielina
- Paul Zifferer
- Helmut Zilk
- Marie-Claire Zimmermann
- Arnika Zinke
- Christa Zöchling
- Franziska Zoidl
- Alois Zotz
- Erwin Zucker-Schilling
- Isolde Zwerger
- Helmut Zwickl